# Suze (The Cough Song)
«Suze (The Cough Song)» es una canción instrumental del cantautor estadounidense Bob Dylan, grabada en 1963 durante las sesiones de The Times They Are A-Changin' (1964). Fue lanzada en The Bootleg Series Volumes 1-3 (Rare & Unreleased) 1961-1991 (1991).

## Trasfondo y grabación
«Suze (The Cough Song)» fue escrita por Bob Dylan y grabada durante la quinta de las sesiones de su tercer álbum The Times They Are A-Changin' (1964). Fue la primera pista instrumental jamás grabada por Dylan. Dylan toca la guitarra y la armónica en la pista, con Tom Wilson como productor. Solo se intentó una toma. Dylan toca la guitarra con los dedos en el estilo Piedmont blues que había sido utilizado anteriormente por artistas como Elizabeth Cotten y Mississippi John Hurt. La guitarra está en afinación E estándar con un capo en el cuarto traste. En la encuesta del erudito Todd Harvey de 70 de las primeras grabaciones de canciones de Dylan, Dylan usa un estilo de selección de dedos similar en aproximadamente 12 de ellas, incluidas «Don't Think Twice, It's All Right» (1963) y «One Too Many Mornings» (1964).
Se cree que la «Suze» del título es Suze Rotolo, la novia de Dylan a principios de la década de 1960. Se presume que la adición del subtítulo «The Cough Song» («La canción de la tos» en español) se debe a que Dylan comienza a toser, antes de decir que la canción terminó antes de que comenzara a toser noventa segundos después de la grabación y le pide a Wilson que la desvanezca. Harvey notó que se grabaron cinco secciones de la canción: una estrofa, la estrofa repetida, un puente y dos repeticiones más de la estrofa. Se produce la tos y la pista se interrumpe, ya que Dylan está a punto de regresar al puente. Toca la armónica además de la guitarra durante el puente y el regreso de la estrofa. Según Harvey, las estrofas y el puente «tienen cuatro frases cada uno y, en métrica doble, cada frase tiene cuatro compases. La estrofa tiene una estructura de frase ABA 1 C y el puente una estructura de frase DDEF».
La canción fue un descarte de las sesiones del álbum y luego se lanzó en The Bootleg Series Volumes 1-3 (Rare & Unreleased) 1961-1991 el 26 de marzo de 1991. La pista tiene una duración de un minuto y 59 segundos. Harvey describe la forma de tocar la guitarra de Dylan como «no una pieza brillante de fingerpicking», señalando que hay «tonos apagados y deslices».
El periodista y autor John Bauldie, quien escribió las notas de The Bootleg Series Volumes 1-3 (Rare & Unreleased) 1961-1991, detectó similitudes entre la pista y «Mexican Rag» grabada por Jimmie Tarlton en 1930. Sintió que «prefigura vagamente» «Nashville Skyline Rag», que apareció en Nashville Skyline (1969).

## Personal
Músico 
- Bob Dylan – voz, guitarra, armónica

Técnicos 
- Tom Wilson – productor
- George Knuerr – ingeniero de sonido
- Pete Dauria – ingeniero de sonido